# Franz Essl
Franz Essl (* 14. Jänner 1973 in Linz) ist ein österreichischer Ökologe. Er lehrt am Department für Botanik und Biodiversitätsforschung der Universität Wien. Vom Klub der Bildungs- und Wissenschaftsjournalisten wurde er zum österreichischen Wissenschafter des Jahres 2022 gewählt.

## Leben
Franz Essl wuchs auf einem Bauernhof im Kronstorfer Ortsteil Stallbach auf und schloss sich der botanischen Arbeitsgemeinschaft in Linz an. Nach der Matura in Oberösterreich begann er 1991 ein Biologiestudium an der Universität Wien, das er 1997 abschloss. In seiner Diplomarbeit bei Georg Grabherr beschäftigte er sich mit der Vegetation und Landschaftsgeschichte des Jaidhaustales in Oberösterreich. 2002 promovierte er zum Doktor mit einer Dissertation über Neobiota in Österreich, ebenfalls bei Georg Grabherr.
Von 1999 bis 2003 war er beim Umweltdachverband und anschließend beim Umweltbundesamt als Projektmanager und Forscher beschäftigt. 2009 war er an der University of Lincoln in Neuseeland und 2013 am Centre of Invasion Biology in Stellenbosch in Südafrika tätig. Am Department für Botanik und Biodiversitätsforschung der Universität Wien wurde er Assoziierter Professor. 2019 war er gemeinsam mit Alice Vadrot (Universität Wien), Christian Sturmbauer (Universität Graz) und der Universität für Weiterbildung Krems an der Gründung des Österreichischen Biodiversitätsrates beteiligt, in dessen Leitungsteam er seither vertreten ist.
Im Jänner 2023 wurde er vom Klub der Bildungs- und Wissenschaftsjournalisten zum österreichischen Wissenschafter des Jahres 2022 gewählt. Ebenfalls 2023 wurde er in der Liste der Highly Cited Researchers im Bereich Cross-Field aufgeführt. Zu seinen Forschungsschwerpunkten zählen die weltweite Verbreitung gebietsfremder Arten und der Verlust der Artenvielfalt sowie die Folgen der Biodiversitätskrise.
Essl ist einer der Experten des 2024 gegründeten Denkergremiums Mehr Grips und Mitglied des Boards der Initiative ReSurveyEurope des European Vegetation Archives (EVA), einer Datenbank mit über 283.000 Beobachtungen aus verschiedenen Pflanzenlebensräumen.

## Publikationen (Auswahl)
- 2002: Neobiota in Österreich, mit Wolfgang Rabitsch, Umweltbundesamt, Wien 2002, ISBN 3-85457-658-7 (PDF)
- 2004: Rote Liste der gefährdeten Biotoptypen Österreichs: Grünland, Grünlandbrachen und Trockenrasen, Hochstauden- und Hochgrasfluren, Schlagfluren und Waldsäume, Gehölze des Offenlandes und Gebüsche, NWV im Verlag Österreich GmbH, 2004, ISBN 978-3-70830-199-0
- 2009: Endemiten: Kostbarkeiten aus Österreichs Pflanzen- und Tierwelt, gemeinsam mit Wolfgang Rabitsch, Naturwissenschaftlicher Verein f. Kärnten, 2009, ISBN 978-3-85328-049-2
- 2010: Aliens: Neobiota und Klimawandel – eine verhängnisvolle Affäre?, mit Wolfgang Rabitsch, Horst Aspöck et al., Kataloge des Landesmuseums Niederösterreich, Bibliothek der Provinz, ISBN 978-3-90000-081-3
- 2010: Aliens. Pflanzen und Tiere auf Wanderschaft, mit Wolfgang Rabitsch, Ausstellungskataloge Niederösterreichisches Landesmuseum – SB04: 1–89 (zobodat.at [PDF])
- 2013: Biodiversität und Klimawandel: Auswirkungen und Handlungsoptionen für den Naturschutz in Mitteleuropa, mit Wolfgang Rabitsch, Springer Spektrum 2013, ISBN 978-3-642-29691-8

## Auszeichnungen (Auswahl)
- 2023: Wissenschafter des Jahres 2022 des Klubs der Bildungs- und Wissenschaftsjournalisten[2]